# Lechosław Gawlikowski
Lechosław Gawlikowski (ur. 13 czerwca 1946 w Międzyrzecu Podlaskim) – polski dziennikarz, publicysta, archiwista zasobów Rozgłośni Polskiej Radia Wolna Europa.

## Życiorys
Ukończył Liceum Ogólnokształcące nr XXI im Hugona Kołłątaja w Warszawie, następnie Wydział Handlu Zagranicznego Szkoły Głównej Planowania i Statystyki w Warszawie.
Po śmierci ojca, zmuszony był na trzecim roku studiów podjąć pracę zarobkową, nadal studiując. Pracował początkowo jako tłumacz-recepcjonista, później w Radzie Naczelnej Zrzeszenia Studentów Polskich, zajmując się tam sprawami studentów cudzoziemców, studiujących w Polsce. Studia ukończył w terminie. Po studiach był członkiem redakcji: kwartalnika "Young Cinema and Theatre" oraz miesięcznika "World Student News" (odpowiadał w nim za dział kulturalny). Pisma były wydawane przez Międzynarodowy Związek Studentów w Pradze.
Wyjechał do Republiki Federalnej Niemiec i pozostał na Zachodzie. Polecony Janowi Nowakowi-Jeziorańskiemu przez hr. Michała Tyszkiewicza podjął w 1972 pracę w Rozgłośni Polskiej RWE, początkowo jako stażysta w redakcji Dziennika Radiowego, z czasem redaktor. Przeniesiony do Działu Programowego Rozgłośni przez Zygmunta Michałowskiego komentował sprawy gospodarcze (był następcą zmarłego Michała Gamarnikowa).
Za kadencji Marka Łatyńskiego wiosną 1988 Gawlikowski został mianowany Asystentem Dyrektora i wkrótce potem pierwszym zastępcą Dyrektora Rozgłośni Polskiej RWE. Funkcję tę pełnił do jej zamknięcia, 30 czerwca 1994. W marcu 1990 otrzymał jako jeden z pierwszych pracowników "Nagrodę Prezesa RWE/RS za Szczególne Osiągnięcia". Przez ostatnie miesiące istnienia Rozgłośni w Monachium (gdy Piotr Mroczyk został już Dyrektorem RWE Inc. w Warszawie) Gawlikowski pełnił obowiązki Dyrektora Rozgłośni Polskiej RWE.
W latach 1988–1994 utworzył w Rozgłośni Polskiej RWE archiwum obejmujące początkowo 2500, a potem ok. 5000 najstarszych historycznych nagrań audycji (pierwszy najstarszy zespół nagrań - ok. 700 - wybrał i opisał już wcześniej były kierownik Działu Nasłuchu RWE, Mamert Miż-Miszyn).
Po zamknięciu w Monachium Rozgłośni Polskiej (oraz rozgłośni Czechosłowackiej i Węgierskiej) RWE, Gawlikowski zajmował się selekcją pozostałych w budynku RWE materiałów redakcyjnych i programowych (w tym także nagrań dźwiękowych), uzupełniając w ten sposób archiwum programowe RWE/RS. Z czasem, gdy podjęto decyzję przeniesienia w 1995 RWE/RS z Monachium do Pragi, koordynował te czynności w całej instytucji, a także podczas przeprowadzki z Monachium archiwum programowego, oraz korporacyjnego RWE/RS i utworzenia już w Pradze zintegrowanego archiwum programowego i korporacyjnego. W archiwum znalazły się zachowane nagrania dźwiękowe, materiały programowe i redakcyjne oraz historyczne dokumenty RWE/RS jako instytucji.
Gdy podjęto polityczną decyzję przekazania przez RWE/RS do Polski kopii historycznych nagrań dźwiękowych, Gawlikowski podjął wspólnie z ówczesnym Dyrektorem Naczelnym Archiwów Państwowych w Warszawie, prof. Jerzym Skowronkiem inicjatywę, aby zasoby te trafiły do Archiwów Państwowych w Warszawie i aby Polskie Radio miało jednocześnie swobodny dostęp do tych nagrań w celach programowych. Nadzorował w Pradze (przy pomocy Stanisława Kowieszki) przygotowanie kopii nagrań dźwiękowych Rozgłośni Polskiej RWE, które przekazano później Archiwom Państwowym w Warszawie. Gdy podjęto decyzję przekazania historycznych archiwów programowych i korporacyjnych RWE/RS do Instytutu Hoovera w Stanfordzie w Kalifornii, zajmował się po stronie RWE selekcją dokumentacji oraz przygotowaniem dokumentów i nagrań do drogi.
W 2001 otrzymał ponownie "Nagrodę Prezesa RWE/RS za Szczególne Osiągnięcia" w dziedzinie zachowania i zabezpieczenia dokumentów, materiałów i nagrań dźwiękowych, ilustrujących pierwsze 50 lat działalności RWE/RS.
Po zamknięciu w Monachium Rozgłośni Polskiej RWE Gawlikowski był w grupie najstarszych pracowników Rozgłośni Polskiej RWE odznaczonych przez prezydenta Lecha Wałęsę. Otrzymał wówczas Krzyż Oficerski Orderu Odrodzenia Polski.
W grudniu 2015 opublikował blisko tysiąc-stronicową pracę pt.: Pracownicy Radia Wolna Europa. Biografie zwykłe i niezwykłe (Instytut Studiów Politycznych PAN - Naczelna Dyrekcja Archiwów Państwowych, Warszawa 2015, ISBN 978-83-64091-49-0, ISBN 978-83-64806-57-5), będącą w zamierzeniu uzupełnieniem dwutomowych wspomnień Jana Nowaka-Jeziorańskiego: Polska z oddali i Wojna w eterze, dotyczących okresu jego pracy w Rozgłośni Polskiej RWE.
Na sesji rady miejskiej 29 maja 2018 przyznano mu tytuł Honorowego Obywatela Międzyrzeca Podlaskiego.
Żonaty, mieszka w Monachium.